# 歐豪年

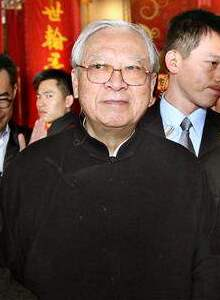
2014年的歐豪年

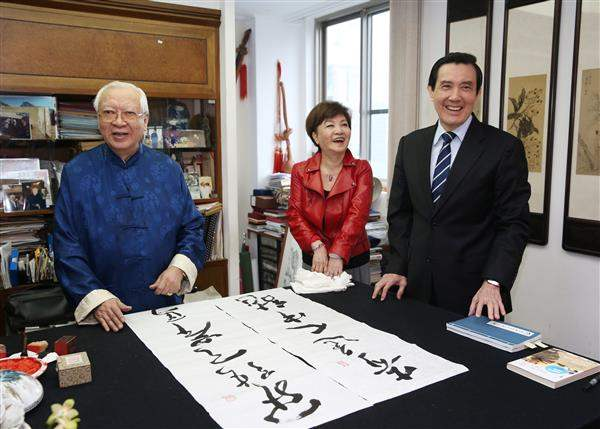
歐豪年與馬英九

歐介，字豪年。歐豪年（1935年—2024年4月25日），嶺南畫派水墨畫家代表:140、151，對台灣水墨有相當影響。其創作題材涵蓋山水又受翎毛，形式豐富多樣，色彩強烈生動。先後獲頒法國國家美術學會巴黎大皇宮博物館雙年展特獎，以及韓國圓光大學、美國印第安那波里斯大學、國立中興大學、輔仁大學、國立台灣藝術大學、國立東華大學、香港中文大學、中國文化大學等校名譽博士。

## 生平
歐豪年1935年出生於中華民國廣東省茂名縣，1950年全家移居香港，17歲師事從趙少昂，畫派屬於嶺南畫派，1960年受聘為崇基學院（今香港中文大學）中文系國畫科講師。1968年來台灣於國立歷史博物館舉辦首次個展:52，同年蔣中正總統及夫人蔣宋美齡選定其8幅巨作購藏於台北陽明山中山樓，迄今仍陳列於中山樓:57。1970年赴台湾执教中国文化大学并定居台湾。嶺南畫派因此與台灣美術教育發展史密切相關:59；來臺灣定居數年後，經由豐富的國際展覽經歷，將中華文化傳遞至世界各地:76。當台灣陷入國際外交困境時，並以國際藝術參展從事文化輸出工作:88，為台灣經濟發展時期的藝術家代表:97。
1983年任國家文藝獎評審委員:157、1993年获法国巴黎大皇宫特别奖誉，为第一个获此奖的華人画家。1994年獲韓國圓光大學榮譽博士、1995年受聘為香港珠海大學董事、1999年獲第二屆全球傑出人士金龍獎
2016年6月获國立東華大学荣誉文学博士学位，同年11月获香港中文大学荣誉文学博士学位。
2000年成立歐豪年文化基金會:131，陸續辦理嶺南畫派大型展覽及學術研討會等，致力於文化薪傳的工作。:1312002年，歐豪年文化基金會贈與中央研究院百餘幅畫作，建立嶺南美術館。2004年美國印第安那波里斯大學設立歐豪年美術館、2005年中國文化大學設立歐豪年美術中心（歐豪年美術館）、:832019年天主教輔仁大學成立歐豪年美術館（今藝文中心）
晚年寄情詩歌，並於2006年出版《挹翠山堂吟草》，秦孝儀譽為「大宗師」，認為他是嶺南畫派開宗以來之詩書畫全能者。:138-1392024年4月25日，歐豪年逝世，享耆壽90歲。

## 創作風格
承襲嶺南派之瑰麗色彩，保有留白及骨法，加入現代與西方元素，成為中西融合自成一格之獨特畫風，晚年將詩詞與書法融入畫中，被推崇為堅持東方人文精神之代表畫家。楚戈說：「歐豪年的作品做到了『上士而下達』的境界，是其能享大名的原因:70」。